# Garoza (stacja kolejowa)
Garoza (ros. Гароза) – stacja kolejowa w miejscowości Garozas stacija, w gminie Jełgawa, na Łotwie. Położona jest na linii Jełgawa - Krustpils.